# Shimohei, Iwate
Shimohei (下閉伊郡 Shimohei-gun?) es un distrito situado en la prefectura de Iwate, Japón.
Siguiendo la unión de Tarō y Niisato en Miyako y según los datos de población de 2003, el distrito tiene una población estimada de 43,747 personas y una densidad de población de 21.39 personas por km². El área total es de 2,045.26 km².
Hay dos localidades y dos pueblos en el distrito:
- Fudai
- Iwaizumi
- Tanohata
- Yamada

## Unión
- 6 de junio de 2005-La localidad de Tarō y el pueblo de Niisato se unen al pueblo de Miyako para crear la ciudad de Miyako.
- 1 de enero de  2010-El pueblo de Kawai se une con la ciudad de Miyako.[1]